# Гада Шуаа
Гада Шуаа (10 вересня 1973) — сирійська легкоатлетка, олімпійська чемпіонка.

## Виступи на Олімпіадах
| Олімпіада      | Дисципліна  | Місце  |
| -------------- | ----------- | ------ |
| Барселона 1992 | семиборство | 25     |
| Атланта 1996   | семиборство | 1      |
| Сідней 2000    | семиборство | участь |